# João Belém
João da Silva Belém (Porto Alegre (não confundir com Portalegre, isso é o outro), 24 de março de 1874 — Santa Maria da Boca do Monte, 1935) foi um historiador, educador e jornalista brasileiro.